# Weber (företag)

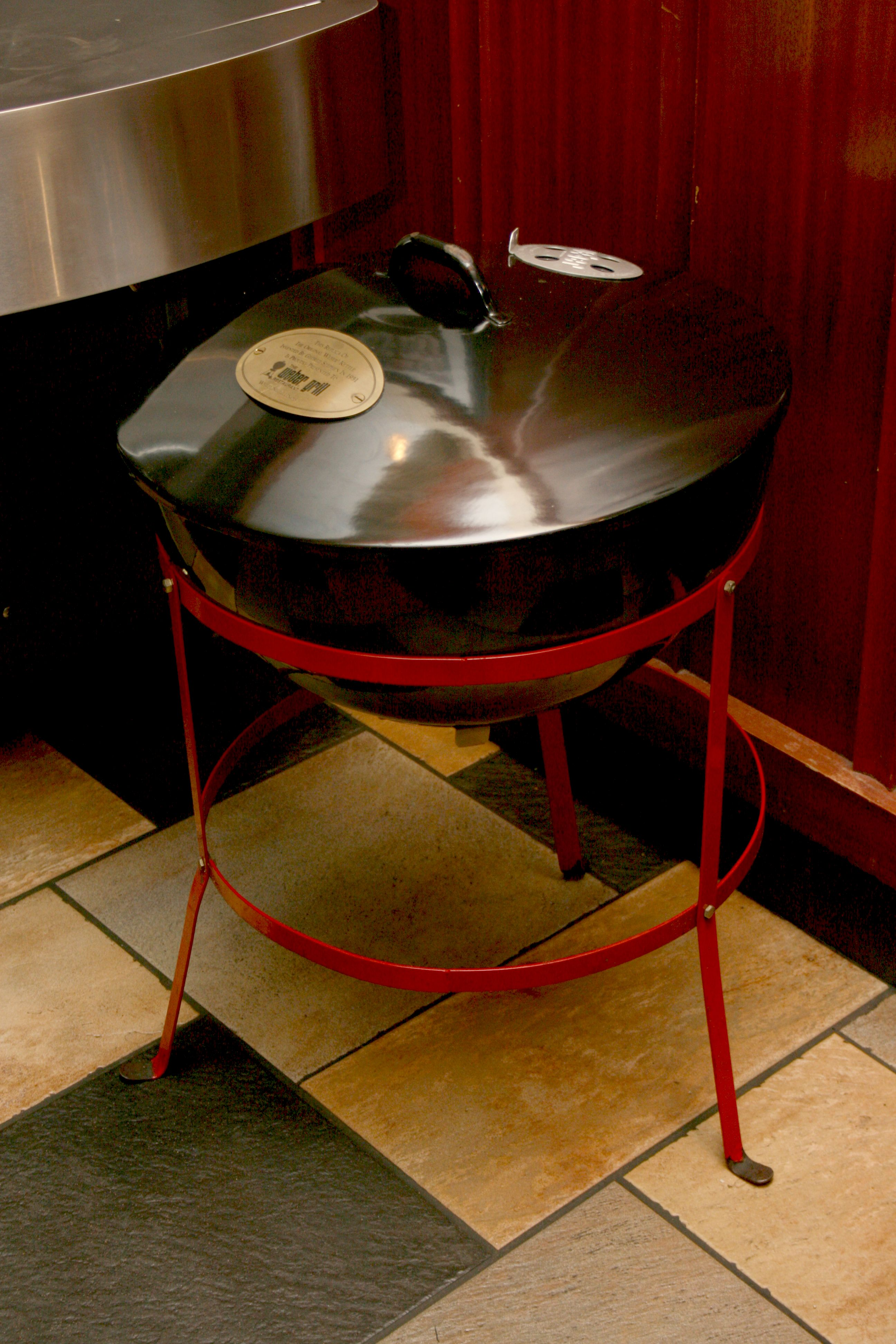
Kopia av den ursprungliga Webergrillen från 1951.

Weber-Stephen Products Co., även kallat Weber, är en amerikansk grilltillverkare. Företaget grundades 1893. Det har 1 050 anställda.